# 习见蓼
习见萹蓄（学名：Polygonum plebeium）为蓼科萹蓄属下的一个种。